# إيفان ساندوفال
إيفان ساندوفال (بالإسبانية: Iván Sandoval)‏ هو لاعب كرة قدم أرجنتيني في مركز الهجوم، ولد في 5 أغسطس 1995 في مندوزا في الأرجنتين. لعب مع أرجنتينوس جونيورز.

## وصلات خارجية
- إيفان ساندوفال على موقع قاعدة بيانات كرة القدم.إي يو (الإنجليزية)
- إيفان ساندوفال على موقع Soccerway.com (الإنجليزية)